# Мир (платіжна система)
«Мир» — російська платіжна система. Обробляє платежі між банками-екваєрами, які обслуговують торгові точки, банки-емітенти або кредитні кооперативи, що використовують для оплат дебетові та кредитні картки.
Розрахунки виробляються в рублях. Випускаються кредитні картки та дебетові з підтримкою овердрафту. Оператор системи — АТ «Національна система платіжних карток». За обсягом платежів займає 32,3 % російського ринку платіжних систем від усіх емітованих карток та 25,2 % від проведених за картами операцій (станом на грудень 2021). На червень 2022 року емітовано 129 млн карток.

## Історія
АО «Національна система платіжних карток» створено 23 липня 2014 року. У квітні 2015 року оголошено конкурс на найкращу назву та товарний знак, за підсумками якого система отримала назву «Мир» та логотип із зображенням глобуса. Фірмовими кольорами обрані зелений та блакитний.

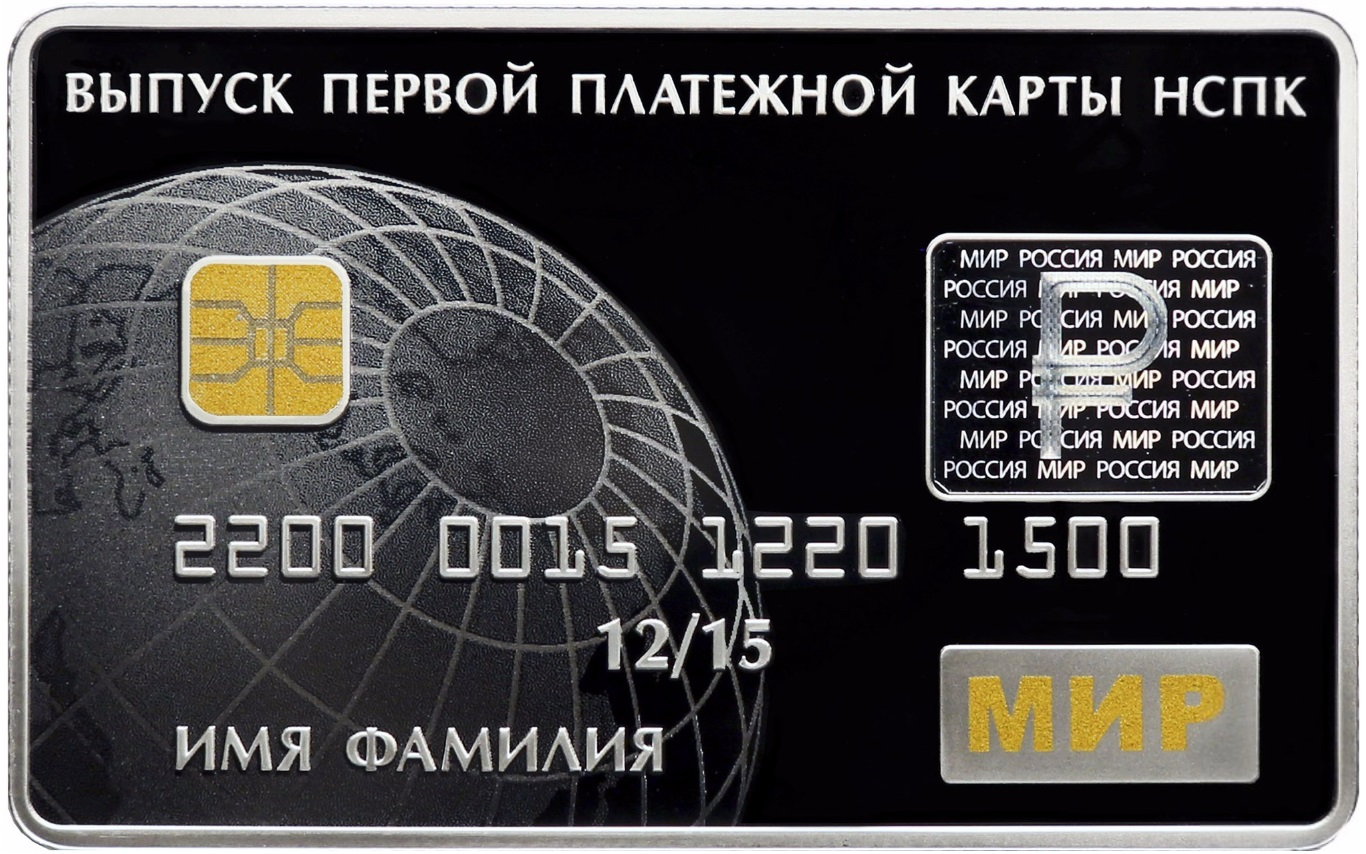
Банк Росії

З 1 квітня 2015 року платежі в Росії за всіма пластиковими картками, включаючи Visa та MasterCard, проходять через систему «Мир».
15 грудня 2015 року Банком Росії та НСПК було оголошено про початок емісії платіжних карток «Мир». Першими банками-емітентами стали Ґазпромбанк, МДМ Банк, Московський індустріальний банк, РНКБ, Банк «Росія», Связь-банк та СМП банк. Першу банківську картку «Мир»-Maestro, якою можна розплачуватись на території Росії та за кордоном, випустив Ґазпромбанк у грудні 2015 року. З весни 2016 року обробка внутрішньоросійських операцій з карток JCB, AmEx та UnionPay також здійснюється НСПК.
Наприкінці 2016 року Анатолієм Аксаковим, главою комітету з фінансових ринків, було внесено на обговорення до Державної Думи поправки до Федерального закону № 161-ФЗ «Про Національну платіжну систему». Законопроєкт вносить зміни до частини 5 статті 30.5, встановлюючи, що не пізніше 1 січня 2018 року банки, які є учасниками НСПК, зобов'язані забезпечити отримання фізичними особами коштів з бюджетів Російської Федерації та державних позабюджетних фондів у вигляді національних платіжних інструментів. Таким чином, усі види виплат з бюджету фізичним особам зобов'язані зараховуватися на банківські рахунки, прив'язані до національних платіжних інструментів, а операції з платіжними картками за банківськими рахунками, на які зараховуються виплати з бюджетів та державних позабюджетних фондів, повинні здійснюватись лише з використанням національних платіжних інструментів (тобто карток «МИР», з урахуванням нового визначення терміна «національний платіжний інструмент», запропонованого у Законопроєкті). Це стосується всіх видів виплат із бюджету та державних позабюджетних фондів.

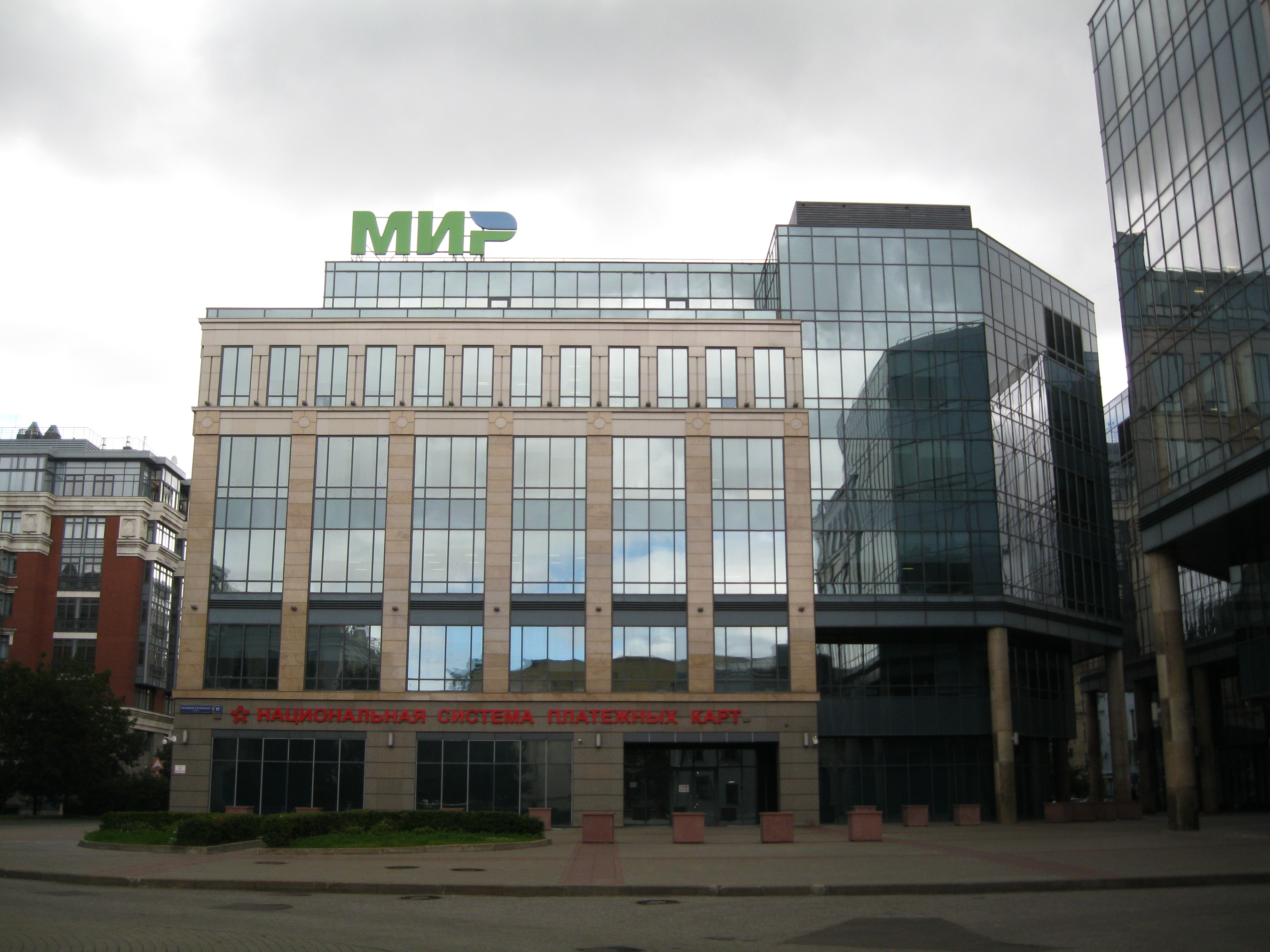
Головний офіс НСПК в Москві

У 2017 році розпочався масовий випуск карток «Мир» російськими банками. 1 травня 2017 року президент РФ підписав закон про переказ бюджетних виплат на картки «Мир». Законом передбачено три етапи:
- з 1 липня 2017 року — для нових співробітників державних бюджетних установ та пенсіонерів;
- решта працівників бюджетних організацій отримає карти «Мир» до 1 липня 2018 року;
- для пенсіонерів, які зараз користуються картками міжнародних платіжних систем, у міру закінчення терміну дії цих карток будуть перевипускатися картки вже на базі платіжної системи «Мир», цей процес було завершено 1 липня 2020 року, випуск та обслуговування карток для пенсіонерів стало безкоштовним.

У березні 2019 року було запущено систему безконтактної оплати зі смартфонів Mir Pay. Платіжний сервіс дозволяє розплатитись у будь-якому терміналі, де приймають безконтактні картки «Мир». Програма доступна на смартфонах під керуванням операційної системи Android.
За підсумками першого півріччя 2017 року, 120 банків емітують платіжні картки, також 357 банків обслуговують картку «Мир» у банкоматах, POS-терміналах та в Інтернеті.
До 1 серпня 2017 року картки «Мир» приймалися до оплати у 196 тис. банкоматах та 1,79 млн POS-терміналів.
У 2019 році Алокабанк в Узбекії став емітентом карток UzCard з платіжним додатком МИР.
20 липня 2021 року компанія Apple включила можливість використання карток «Мир» у своєму платіжному сервісі Apple Pay.
У січні 2022 року російський рітейлер Wildberries повідомив, що частка платежів за картами Мир у 2021 р. перевищила частки конкурентів, таких як Visa та MasterCard.
НСПК уклала кілька кобейджинґових угод з MasterCard, UnionPay, Japan Credit Bureau та American Express про випуск спільних карток, які в російській інфраструктурі працюватимуть як «Мир», а в закордонній — як картки відповідних платіжних систем. Вже випускаються кобейджинґові картки «Мир»-Maestro, з серпня 2016 року випускаються картки «Мир»-JCB, а з липня 2017 — «Мир»-UnionPay. З липня 2017 року стартувало обслуговування вірменських карток «ArCa» в Росії та російських карт «Мир» у Вірменії.
У той же час станом на 2022 рік у зв'язку з санкціями проти Росії, а також відходом частини платіжних систем з РФ, багато кобейджинґових угод фактично втратили чинність. Винятком залишається китайська UnionPay, а також системи на просторі колишнього СРСР.
26 липня 2022 року Уряд РФ розширило перелік соціальних виплат, які перераховуватимуться виключно на картки «Мир». На додаток до попередніх виплат (пенсії, зарплати, допомоги для безробітних, виплати у зв'язку з народженням першої та другої дитини) — це виплати та допомога малозабезпеченим громадянам, компенсації витрат на оплату житла та житлово-комунальних послуг для громадян окремих категорій та щорічна виплата громадянам, нагородженим знаком «Почесний донор».

## Учасники та розповсюдження
До 1 червня 2022 року було випущено 129 млн карток, у тому числі 1 млн карток оформлених на дітей.

### У Росії
На території Росії картку «Мир» можна поповнити у будь-якому банкоматі без комісії. Картки «Мир» можна було підключати до смартфонів з ОС Android та використовувати у мобільних платіжних системах Mir Pay та SberPay (з 7 липня 2021 року). З 20 липня 2021 року та до березня 2022 року картки платіжної системи «Мир» були доступні для додавання в сервіс безготівкової оплати смартфоном Apple Pay
У березні 2024 року у Samsung Pay заявили про відмову від співапраці з системою.

### У інших країнах
З вересня 2022 року Türkiye İş Bankası зупинив роботу з картками Мир, що тривала з 2019 року, того ж місяця Dushanbe City Bank, один із найбільших банків Таджикистану перестав обслуговувати карти Мир.
У березні 2024 року було оголошено, що більшість банків Вірменії планували припинити роботу з системою.

### Список
Платіжна система «Мир» обслуговується у таких країнах (за даними на вересень 2022 року):
- Можна зняти гроші в банкоматі та сплатити товари чи послуги на території країни:
  -  Казахстан (ВТБ, Сбербанк, Народний Банк Республіки Казахстан («Халик Банк»)[26], Банк Центр-Кредит)[27]
  -  Туреччина (Ziraat Bank[28], Vakıfbank та DenizBank[29], всього близько 25.2 тис. банкоматів[30])
  -  Узбекистан (Алокабанк[31], Кішлок Куріліш Банк[32], Савдогарбанк, Туронбанк, Universalbank, Халк Банк, Агробанк[33])
  -  Таджикистан (картка приймається у більш ніж половині терміналів, зняти готівку можна у банкоматах Амонатбонку)
- За принципом угоди про обслуговування місцевих платіжних систем ЄАЕС:
  -  Вірменія[34] (більшість банків припинили співпрацю[24])
  -  Білорусь[35]
  -  В'єтнам[36]
- Можна лише сплатити товари та послуги через POS-термінал:
  -  ОАЕ[37]. Доступна також безконтактна оплата[38][39][40];
  -  Республіка Корея[41][42][43]
  -  Куба[44]
  -  Кіпр (RCB Bank Ltd)[45]
  -  Іран (в планах)[46]

- Картки приймаються до оплати окремими інтернет-сервісами країн:
  -  Ізраїль. Картки приймає авіакомпанія Ель-Аль[47]

### Окуповані території
Можна зняти гроші в банкоматі та сплатити товари чи послуги:
- Абхазія
- Південна Осетія
- ДНР (Промсвязьбанк)[48]
- ЛНР (Промсвязьбанк)[49]

### Колишні учасники
- Кирґизстан[50][51] (співпраця припинена з 5 квітня 2024[52][53])

## Недоліки
- Картки «Мир» не прив'язуються до PayPal, ними неможливо здійснити покупки у зарубіжних інтернет-магазинах Amazon та Ebay (при цьому можна у AliExpress)[54]. Це обмеження, як і друге, знімається під час використання кобейджинґових карток[55].

## Спонсорська діяльність
- 2020 — партнер ФК «Амкал»[56].
- 2020 — спонсор чемпіонату РФ з фіґурного катання в Челябінську[57].
- 2022 — спонсор РПЛ[58].